# Чеський збройовий завод (Страконіце)
Чеський збройовий завод (чеськ. Česká zbrojovka Strakonice) – чеська компанія, що займається виробництвом комплектуючих для автомобільної промисловості в Страконіце.
Найвідоміша його частина знаходиться в місті Страконіце. У минулому була відома виробництвом зброї, мотоциклів та інструментів і обладнання для машинобудування. Торгова марка підприємства ČZ – абревіатура від Česká zbrojovka ČZ (ЧеЗет).

## Історія
У вересні 1919 року в Чехословацькому місті Страконіце почали будуватися перші майстерні підприємства для виробництва стрілецької зброї «Південно-чеський збройовий завод» (Jihočeská zbrojovka). У 1922 р. шляхом злиття зі збройовим заводом у Вейпрти і заводом в Празі виникло акціонерне товариство «Чеський збройовий завод у Празі підприємства в Страконіце» (Česká zbrojovka v Praze továrny ve Strakonicích), яке виготовляло пістолети, пневматичні рушниці, а пізніше й автоматичну зброю.
У 1929 році Чеський збройовий завод придбав фабрику з виробництва деталей велосипедів у місті Кралупи над Влтавою. Тож було налагоджено випуск велосипедів та запчастин. Продукція експортувалась до багатьох країн Європи, Азії, Африки і Південної Америки. У 1930 році завод зареєстрував торгову марку ČZ.
У 1932 році на заводі в Страконіце було розпочато серійне виробництво мотовелосипедів ČZ -76 Kaktus з мотором німецької фірми NSU, а трьома роками пізніше на ринку з'явилися перші мотоцикли з двигунами об'ємом 175 куб.см. під маркою «ČZ». Підприємство протягом короткого часу стало найбільшим виробником двоколісних транспортних засобів у Чехословаччині того часу.
На початку 1937 року, в передчутті небезпеки з боку Німеччини, подалі від німецько-чеського кордону було збудовано новий завод для виробництва зброї Česká zbrojovka в Uherský Brod. У Страконіце збільшився випуск мотоциклів, з'явились нові потужніші моделі з двигунами об'ємом 250 та 350 куб.см.
Під час Другої світової війни, в умовах німецької окупації, заводи ČZ виробляли військову продукцію.
У 1946 році підприємство було націоналізовано, виробництво зброї припинено. Завод у Страконіце як «народне підприємство Чеський завод мотоциклів» ČZM (České závody motocyklové, národní podnik) продовжив виробляти мотоцикли. У період 1954—1959 років вироблялись мотоцикли спільно із заводом Jawa під маркою «Jawa-ČZ», 1960 року почато виробництво власних моделей під маркою ČZ.
З 1957 по 1964 роки завод також виробляв оригінальні й дуже популярні моторолери Čezeta.

## Сучасність
З падінням соціалістичної системи в Східній Європі та розпадом Чехословаччини у 1992 році підприємство було перетворено на акціонерне товариство. Разом з італійською фірмою Cagiva було створено спільне підприємство з ČZ-Cagiva, яке розпочало виробництво власних моделей мотоциклів Roadster 125 і W8. У 1997 році через фінансову кризу Cagiva була змушена припинити виробництво мотоциклів у Чехії.
На початок 2014 року підприємство в Страконіце називається ČZ a.s. і виробляє турбонагнітачі та низку компонентів автомобільної індустрії, а також навантажувачі DESTA.
У 2013 році невелика компанія Čezeta motors s.r.o. у Празі організувала виробництво електроскутерів Čezeta 506, які за своїм дизайном повторюють популярні моделі 1960-х років Čezeta.

## Моделі мототехніки
Мопеди
- ČZ 76|ČZ 76 Кактус (1932—1933)
- ČZ 98|ČZ 98 тип 1 (1933)
- ČZ 98|ČZ 98 тип 2 (1934—1935)

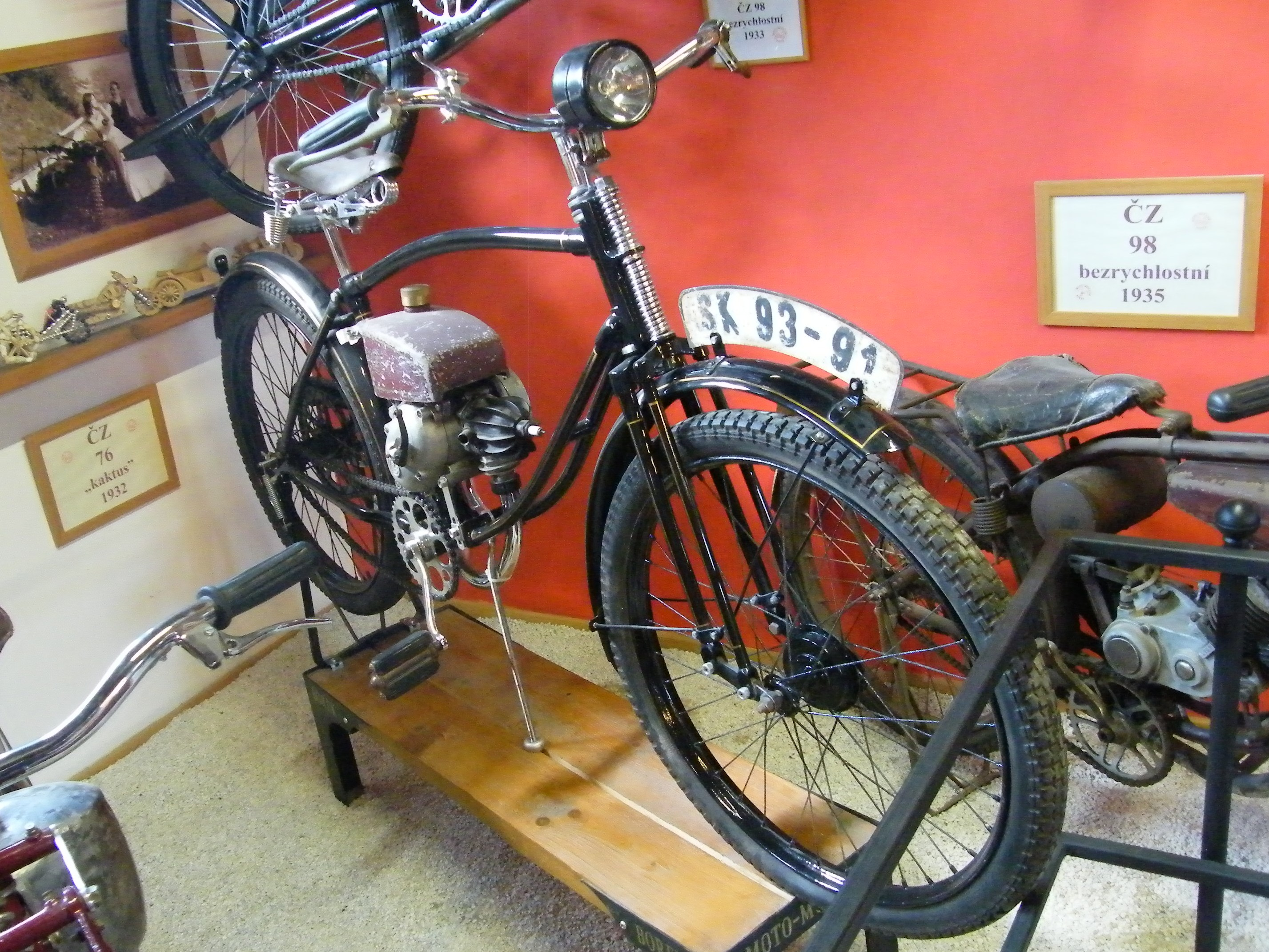
Перший мотовелосипед заводу Česká zbrojovka Strakonice, ČZ -76 Kaktus з двигуном об'ємом 76 куб.см., 1932 рік

- ČZ 98|ČZ 98 třírychlostní (1937—1946)

Мотоцикли
- ČZ 175|ČZ 175 jednovýfuk (1935)
- ČZ 175|ČZ 175 přírubová (1936—1937)
- ČZ 250 Турист (1936—1937)
- ČZ 175 (1937—1939)
- ČZ 250 Спорт (1937—1946)
- ČZ 250 Турист (1937—1940)
- ČZ 350 Турист (1938—1939)
- ČZ 500 Турист (1938—1941)
- ČZ 125 A (1946—1947)
- ČZ 125 B (1947)
- ČZ 125 T (1948—1949)
- ČZ 125 °C (1950—1953)
- ČZ 150 °C (1950—1953)
- Jawa-CZ 125 тип 351 (1954—1959)
- ČZ 175 тип 501 (1957—1959)
- ČZ 175 тип 502 (1960—1964)
- ČZ 175 тип 505 (1960—1964)
- ČZ 125 тип 453 та ČZ 125 тип 473|473 Sport (1961—1969)
- ČZ 175 тип 450 та ČZ 175 тип 470|470 Sport (1961—1969)
- ČZ 250 тип 455 та ČZ 250 тип 475|475 Sport (1961—1965)
- ČZ 125 тип 476
- ČZ 175 тип 477
- ČZ 250 тип 471
- ČZ 350 тип 472
- ČZ 175 тип 487
- Cagiva W|Cagiva W8 (1992—1995)
- Cagiva Roadster|Cagiva Roadster 125 (1994—1998)

Моторолери
- Čezeta 501 (1957—1960)
- Čezeta 502 (1960—1964)
- Čezeta 505 (1962—1963)

## Галерея

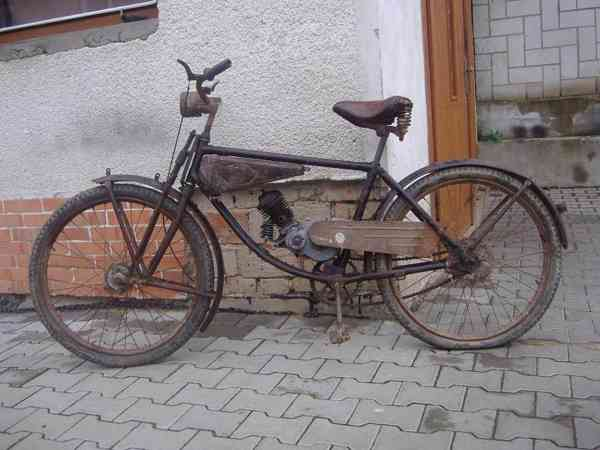
Мотовелосипед ČZ 98, typ 1(1933)
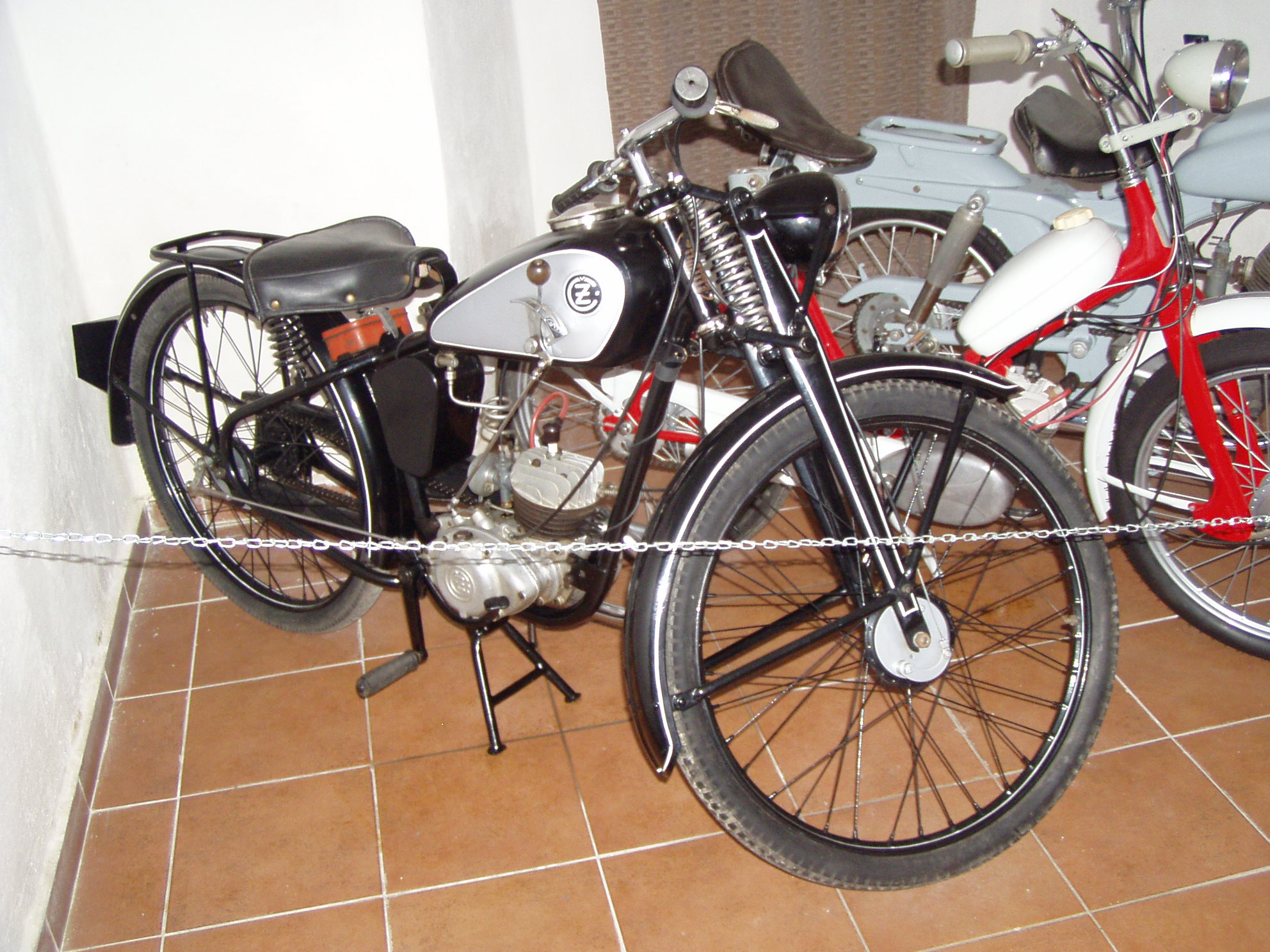
Мотовелосипед  ČZ 98 typ 2 (1934-35)
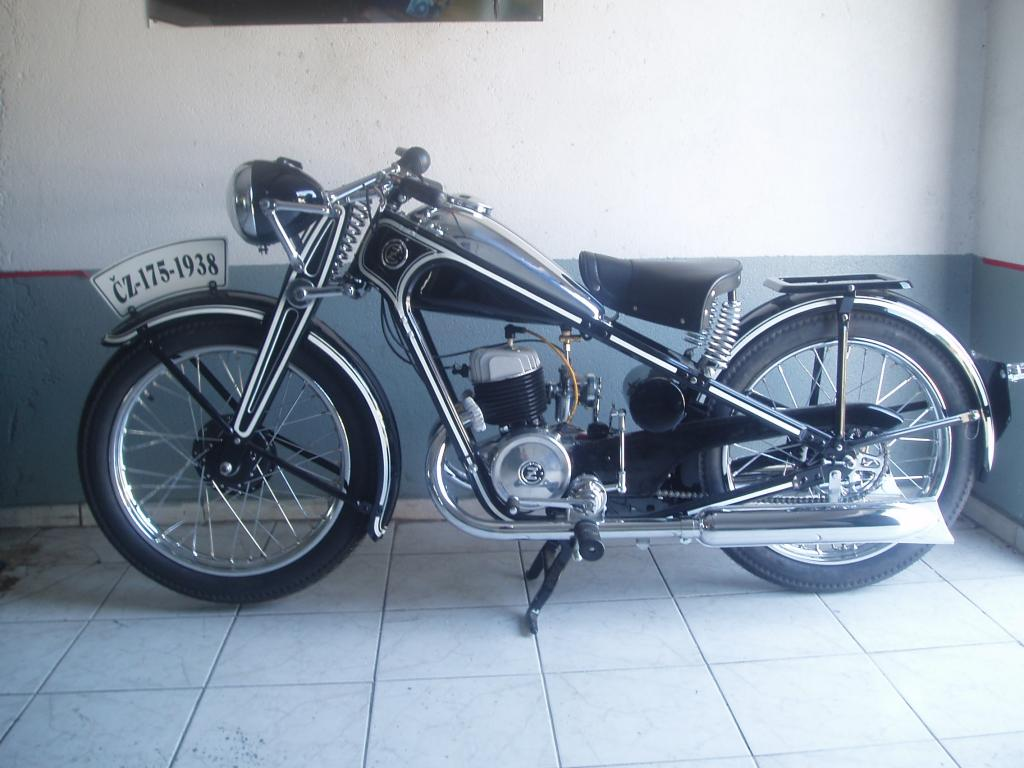
ČZ 175 (1938)
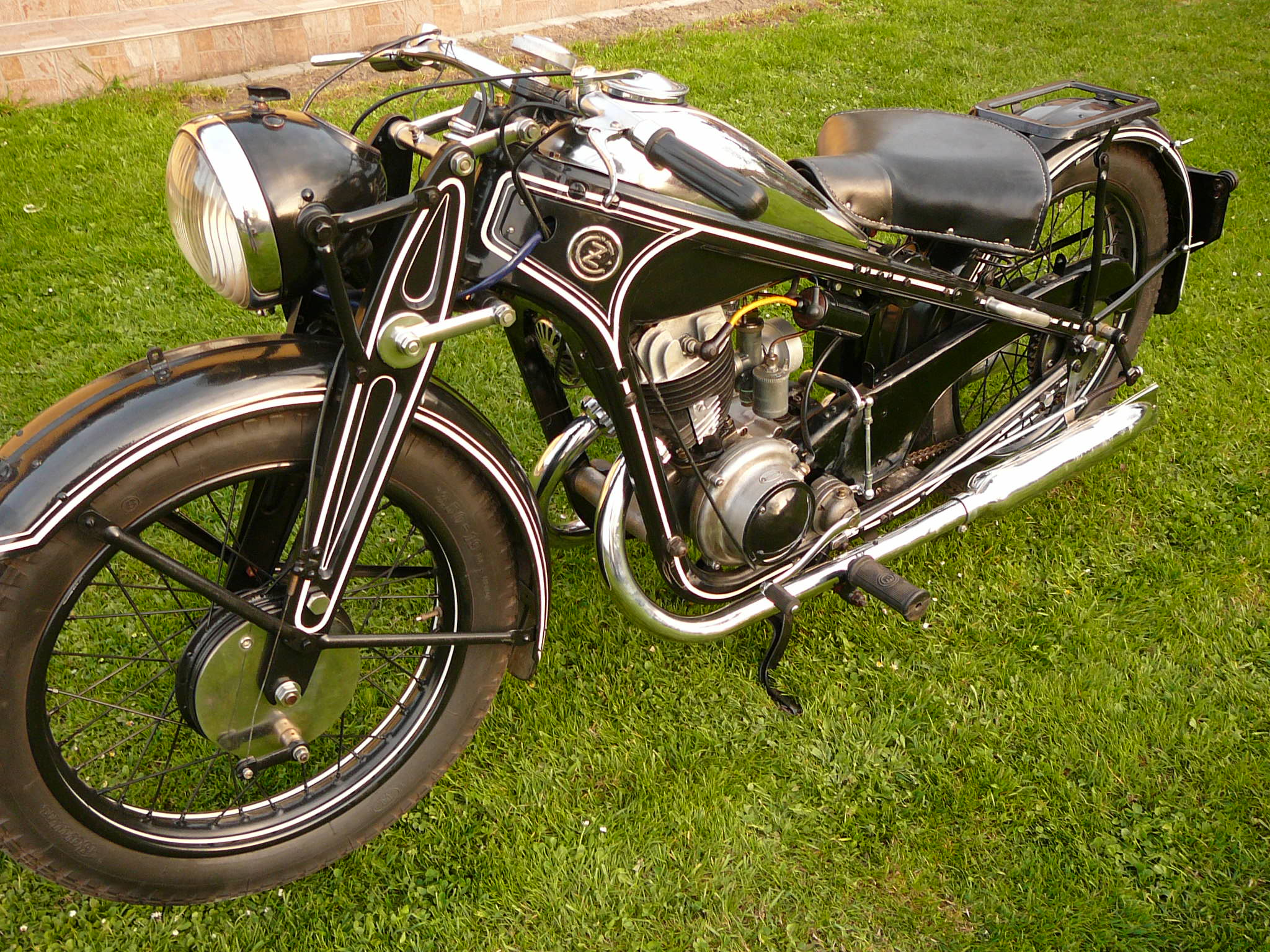
ČZ 350 Tourist (1938)
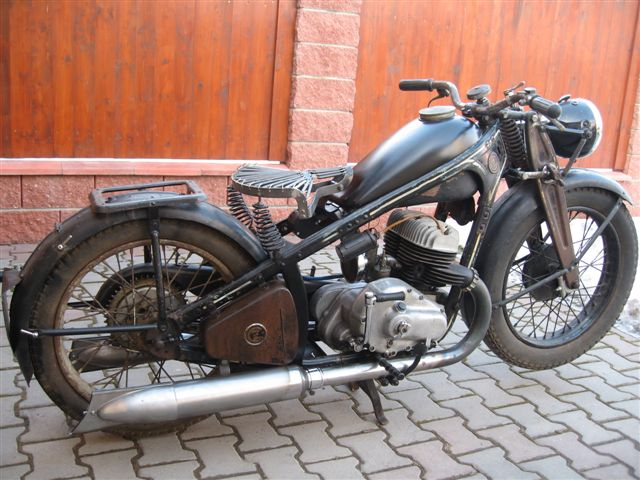
ČZ 500 (1938)
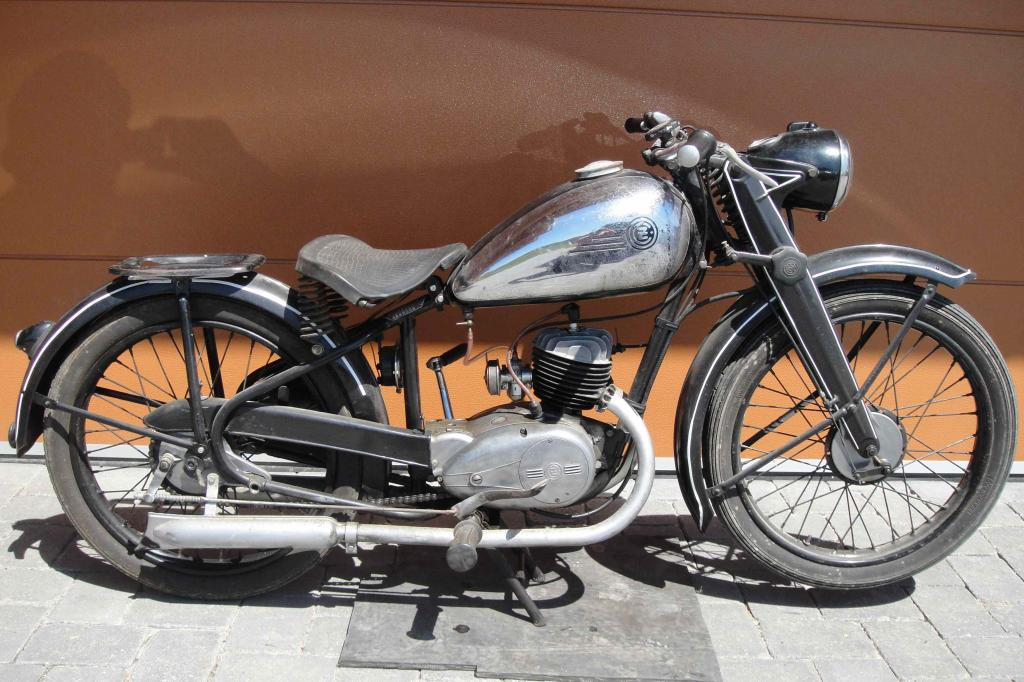
ČZ 125 B (1947)
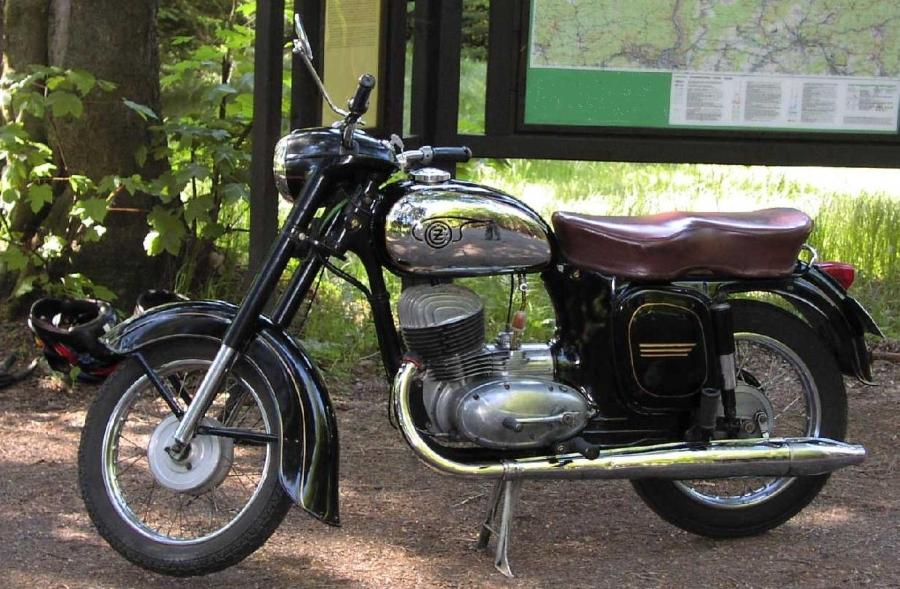
ČZ 250 typ 455 (1961-1965)
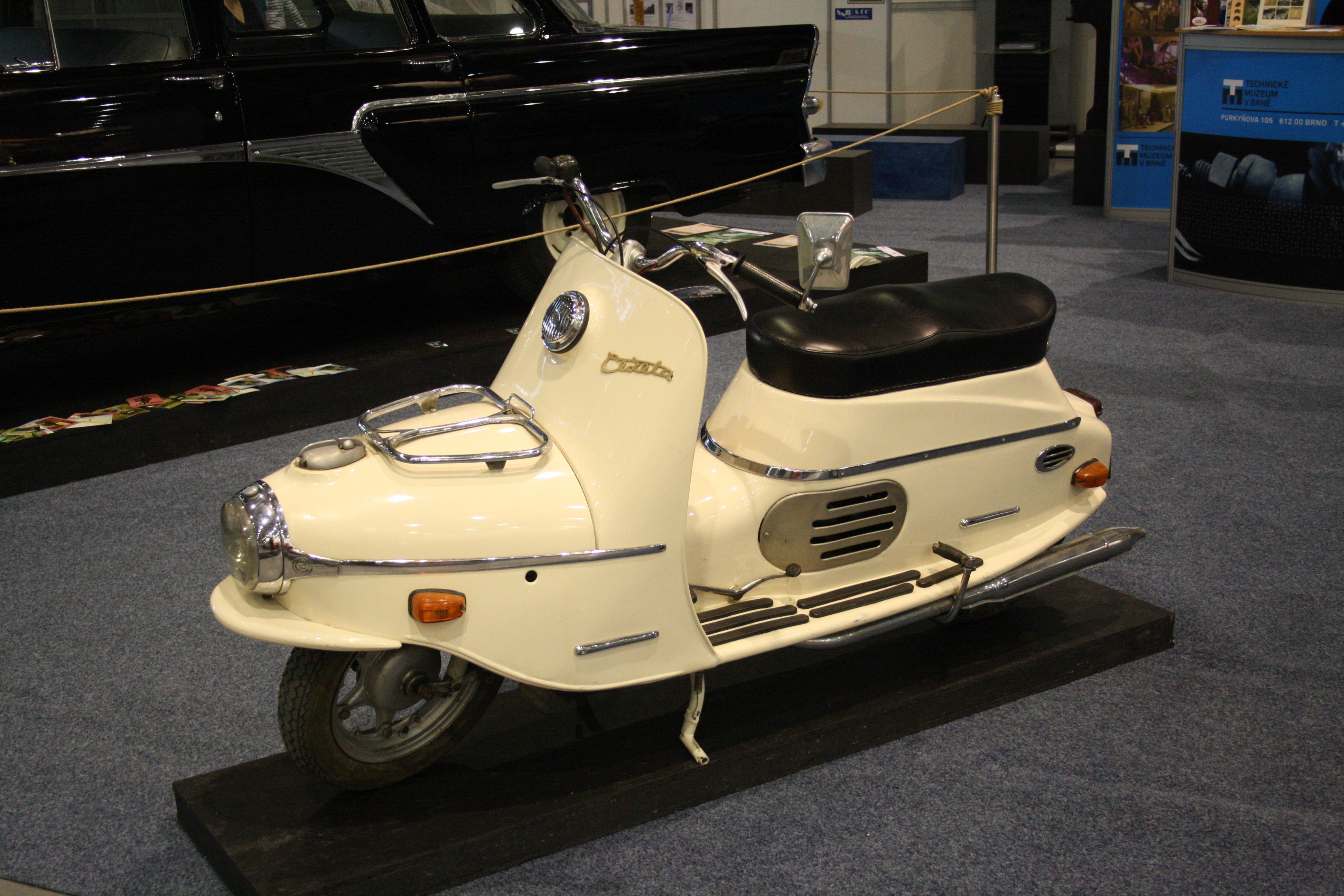
Моторолер Čezeta 502 (1960-1964)
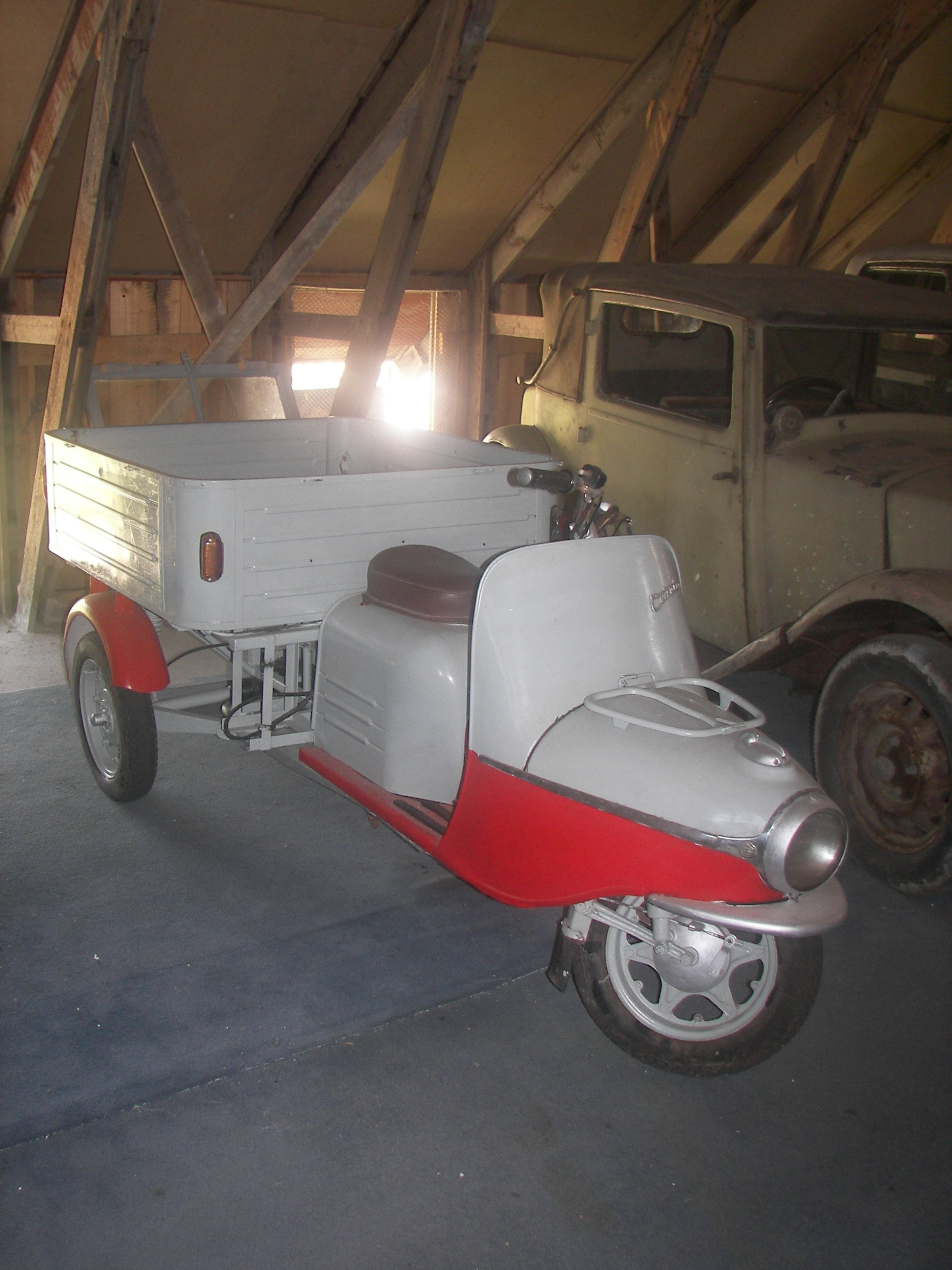
Триколісний вантажний моторолер Cezeta 505
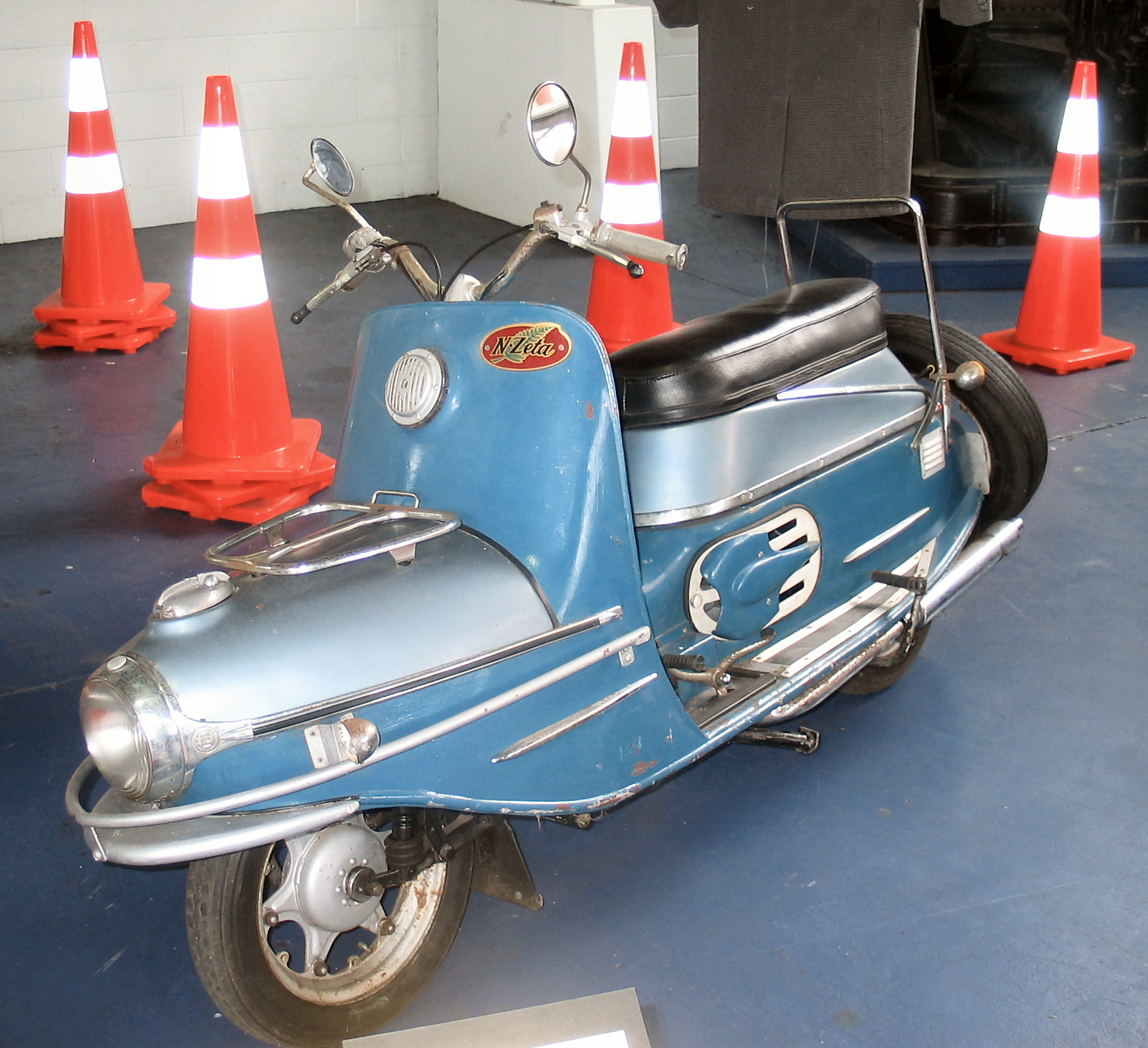
N-Zeta, ліцензійне виробництво в Новій Зеландії (1960)
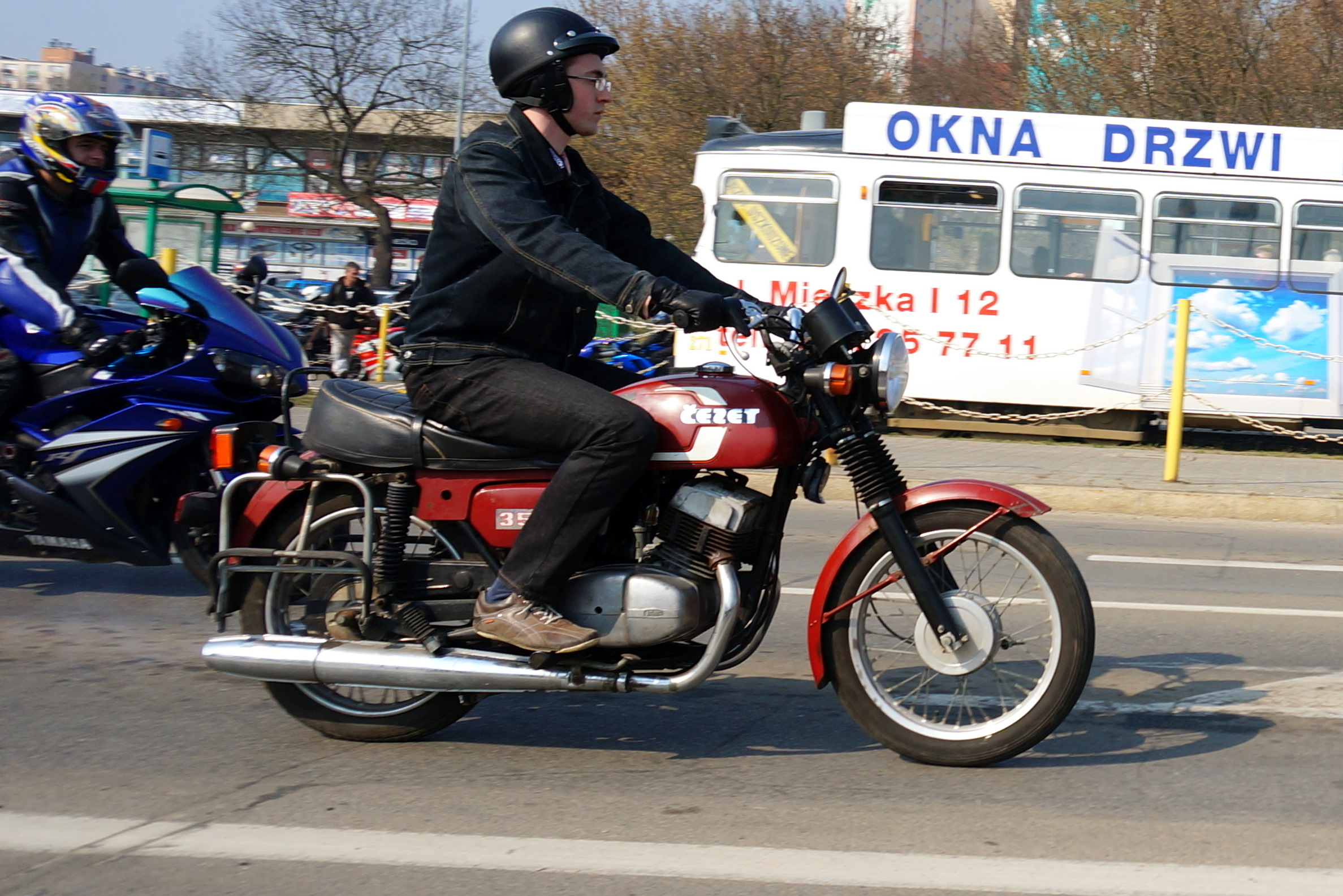
ČZ 350 typ 472 (1976)
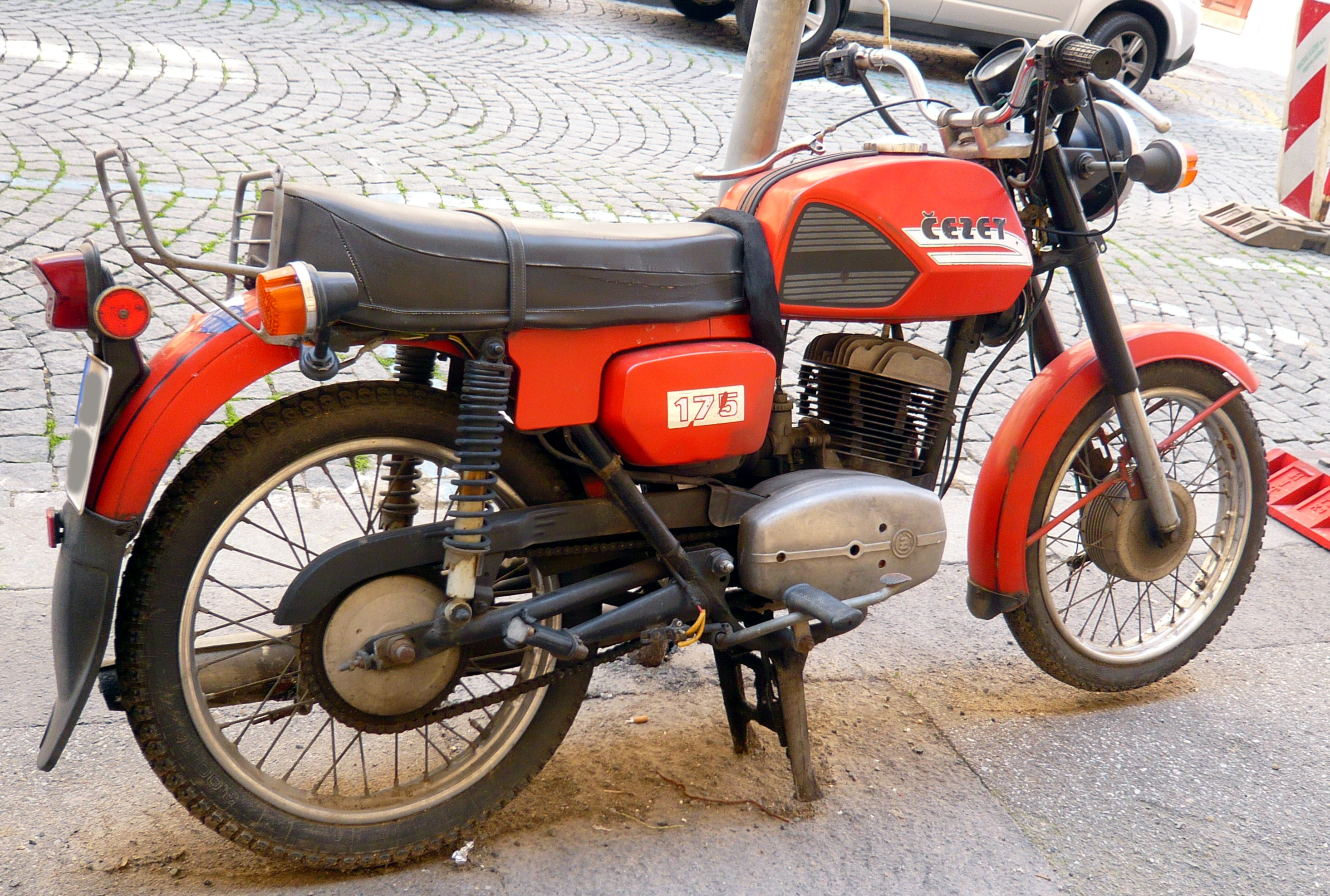
ČZ 175 typ 487 (1982 - 1985)
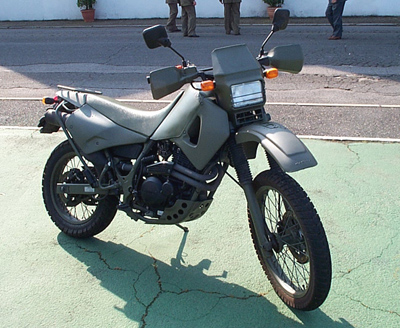
Мотоцикл ČZ-Cagiva, Cagiva W8 125 (1992-1995)
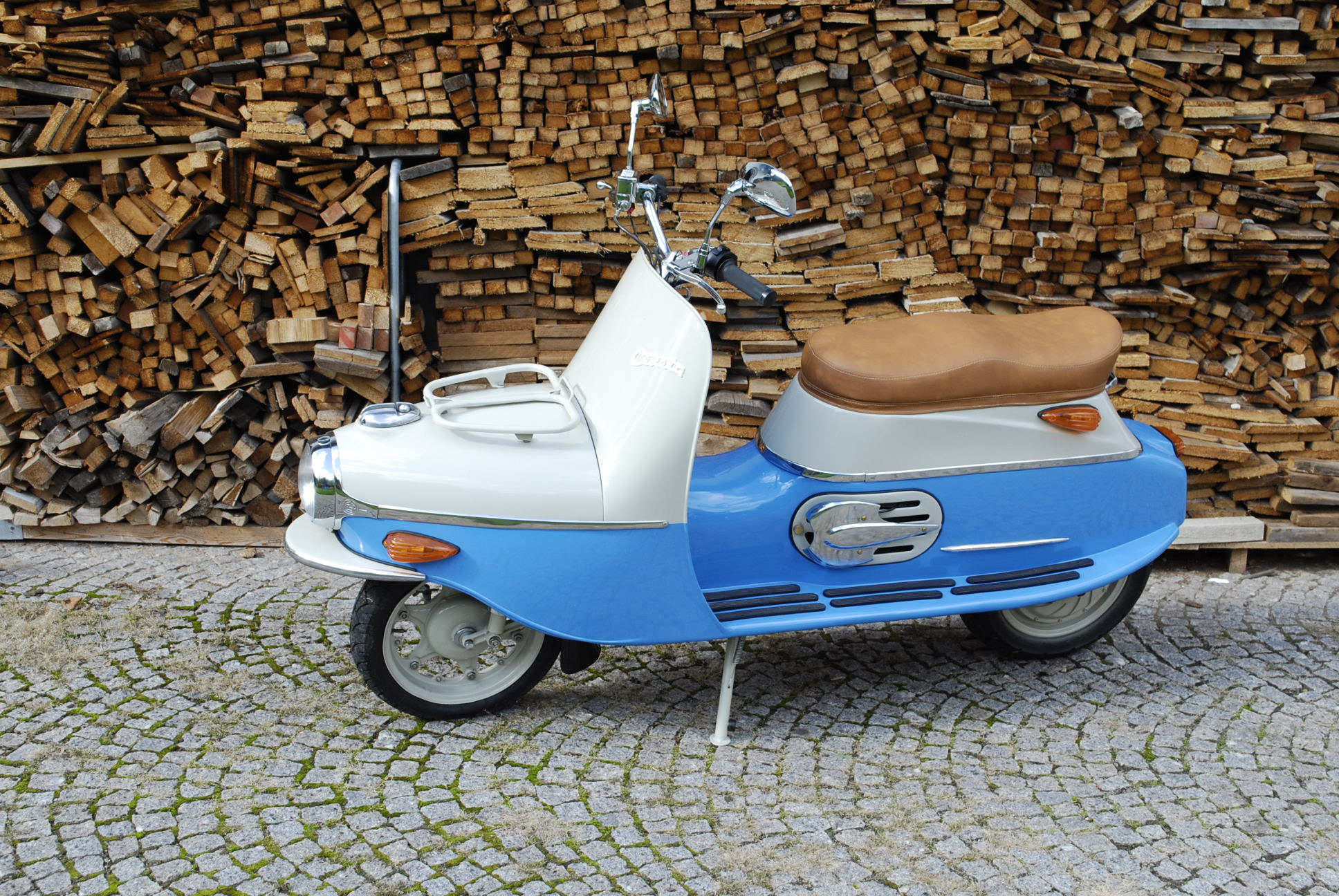
Електроскутер Čezeta 506 (2013)